# HD 198356
HD 198356，又名CD-3216236，SAO 212487、HR 7970，是一颗恒星，视星等为6.36，位于銀經12.08，銀緯-38.12，其B1900.0坐标为赤經20h 44m 37.1s，赤緯-32° -38.12′ 30″。